# Sollevamento pesi ai Giochi della XXXII Olimpiade - 81 kg maschile
Le gare di sollevamento pesi della categoria fino a 81 kg maschile dei giochi olimpici di Tokyo 2020 si sono svolte il 31 luglio 2021 presso il Tokyo International Forum.
Le gare sono state vinte dal cinese Lü Xiaojun.

## Programma
L'orario indicato corrisponde a quello giapponese (UTC+09:00)
| Data           | Ora   | Evento            |
| -------------- | ----- | ----------------- |
| 31 luglio 2021 | 11:50 | Gruppo B          |
| 31 luglio 2021 | 15:50 | Gruppo A (finale) |

## Risultati
| Pos. | Atleta                 | Gruppo | Peso  | Strappo (kg) | Strappo (kg) | Strappo (kg) | Strappo (kg) | Slancio (kg) | Slancio (kg) | Slancio (kg) | Slancio (kg) | Totale |
| Pos. | Atleta                 | Gruppo | Peso  | 1            | 2            | 3            | Risultato    | 1            | 2            | 3            | Risultato    | Totale |
| ---- | ---------------------- | ------ | ----- | ------------ | ------------ | ------------ | ------------ | ------------ | ------------ | ------------ | ------------ | ------ |
|      | Lü Xiaojun             | A      | 80,75 | 165          | 165          | 170          | 170          | 197          | 204          | 210          | 204          | 374    |
|      | Zacarías Bonnat        | A      | 80,90 | 158          | 163          | 163          | 163          | 198          | 202          | 204          | 204          | 367    |
|      | Antonino Pizzolato     | A      | 80,90 | 165          | 165          | 168          | 165          | 200          | 203          | 210          | 200          | 365    |
| 4    | Harrison Maurus        | A      | 80,95 | 153          | 158          | 161          | 161          | 195          | 200          | 205          | 200          | 361    |
| 5    | Brayan Rodallegas      | A      | 80,80 | 163          | 168          | 168          | 163          | 195          | 196          | 200          | 196          | 359    |
| 6    | Ritvars Suharevs       | A      | 80,90 | 158          | 158          | 163          | 163          | 190          | 195          | 198          | 195          | 358    |
| 7    | Nico Müller            | A      | 80,90 | 155          | 159          | 161          | 159          | 190          | 195          | 195          | 195          | 354    |
| 8    | Andrés Mata            | A      | 80,70 | 154          | 158          | 161          | 158          | 189          | 189          | 189          | 189          | 347    |
| 9    | Erkand Qerimaj         | B      | 80,55 | 151          | 155          | 157          | 157          | 181          | 185          | 187          | 181          | 338    |
| 10   | Amur Salim Al-Khanjari | B      | 81,00 | 130          | 137          | 140          | 140          | 170          | 176          | 177          | 177          | 317    |
| 11   | Cameron McTaggart      | B      | 80,80 | 135          | 140          | 145          | 140          | 170          | 175          | 178          | 175          | 315    |
| 12   | Ramzi Bahloul          | B      |       | 136          | 140          | 140          | 136          | 164          | 171          | —            | 164          | 300    |
| —    | Rejepbaý Rejepow       | A      | 80,95 | 160          | 164          | 167          | 164          | 195          | 195          | 198          | —            | —      |
| —    | Arley Méndez           | A      | 81,00 | 160          | 163          | 165          | 160          | 190          | 190          | 190          | —            | —      |